# 7057 Al-Fārābī
7057 Al-Fārābī è un asteroide della fascia principale. Scoperto nel 1990, presenta un'orbita caratterizzata da un semiasse maggiore pari a 2,2619157 UA e da un'eccentricità di 0,1305362, inclinata di 5,12470° rispetto all'eclittica.
È dedicato al filosofo al-Farabi.
È il primo asteroide la cui denominazione, avvenuta il 14 novembre 2016, contenga il carattere ā. Inoltre assieme a 7058 Al-Ṭūsī è il primo asteroide la cui denominazione contenga ī.